# Simocyon
Genre
Simocyon est un genre éteint de petits mammifères, lointains ancêtres du panda roux, ayant vécu au Miocène supérieur (Tortonien) en Europe et aux États-Unis, il y a environ 9 millions d'années.

## Liste des espèces
- † Simocyon batalleri (Viret, 1929)
- † Simocyon diaphorus (Kaup, 1832)
- † Simocyon hungaricus Kretzoi in Kadic and Kretzoi, 1927
- † Simocyon primigenius (Roth and Wagner, 1854)